# Mycological Progress
Mycological Progress es una revista científica que abarca el estudio de los hongos incluyendo los líquenes. Es publicado por Springer Science + Business Media en nombre de la Sociedad Micológica de Alemania. Su editor en jefe es Franz Oberwinkler.

## Historia
La revista fue fundada en febrero de 2002 por la Sociedad Micológica de Alemania bajo la dirección del fundador, Franz Oberwinkler ( Universidad de Tübingen ). Editor en jefe actual es Marco Thines. Originalmente publicado por la editorial botánica, TIAS-Verlag ( Eching ), el título fue transferido a Springer en 2006 y para entonces era el diario oficial de diez sociedades micológicas nacionales europeos. Fue publicado trimestralmente hasta 2015 cuando se convirtió en una publicación en línea continua y la producción de la versión impresa ha cesado.

## Índice
La revista está indexada en:
- AGRICOLA
- BIOSIS Previews
- Scopus
- Science Citation Index
- CAB Abstracts
- Current Contents/Agriculture, Biology & Environmental Sciences
- Elsevier Biobase
- EMBiology
- The Zoological Record

Según el Journal Citation Reports,  la revista tuvo un 2013 un factor de impacto de 1,543